# 2S42 ロートス 120mm自走砲
2S42 ロートス（ロシア語: 2С42 «Лотос»。ロートスはハスの意）は、ロシア空挺軍向けに開発中のロシア製120mm自走迫撃砲システムである。BMD-4Mのシャーシをベースとしており、2S9 ノーナ自走迫撃砲の後継として開発されている。
Il-76以上の大きさの輸送機から空中投下が可能であり、4名の乗員を搭乗させた状態で投下し、着陸後ただちに戦闘可能とされている。また、事前準備を必要とせず水陸両用で運用可能である。

## 開発
開発中だった2S36 Zauralets-D自走砲の2A89 152mm榴弾砲搭載型が、予備試験の結果2015年に開発中断となったことを受け、代替計画の一つとしてTsNIITochMashで開発された。空挺軍向けに設計されており、旧ソ連製の2S9 ノーナ120mm自走迫撃砲の後継を意図している。
2018年10月時点で設計作業は完了しており、TsNIITochMashのゼネラルディレクターによると、試作一号車が製造中で、部品の個別試験は予定通り完了している。国家試験は2019年に予定されていた。
2023年8月に公開されたRIAノーボスチのインタビューで、TsNIITochMashのチーフディレクターであるDmitry Yuryevich Semizorovchiefは、2S42が2020年10月から2022年3月まで予備試験を受けたと公表した。TsNIITochMashは、試験中に寄せられたコメントに対応したうえで、2台の試作車が国家試験に送られる予定だとしている。

## 設計

### 車体
2S42の車体はBMD-4Mをベースとしており、新しいモジュールを搭載するために構造と装甲レベルを維持しつつ、2軸を追加して片側7輪に延長したものとなっている。重量は18トン、最大速度は路上で70km/h、路外で40km/h、航続距離は500㎞。
乗員は4名で、それぞれハッチと外部視察装置が割り当てられている。加えて、車長席と砲手席には新型の電子光学式照準装置が装備されている。乗員のうち2名は車体前方、残り2名は戦闘室に配置されている。

### 武装
主武装として2A80-1 120mm後装式迫撃砲を装備する。前身の自走迫撃砲(2S9および2S31)と同様、この砲は榴弾砲と迫撃砲の性質を併せ持つ直射/曲射両用砲であり、NATO軍には同種のものが存在しない。2S9などのロシア製迫撃砲システム用に開発された特殊な120mmライフル弾を含む、各種の120mm迫撃砲弾を発射することができる。最大射程は13km、最小射程は1km、射撃速度は毎分6〜8発で、最大40発の搭載弾薬を持ち、自動装填システムを装備している。
このほか、自衛用として7.62mm機関銃を搭載したRWSと発煙弾発射機を装備している。

## 運用歴
2024年3月下旬、スラット・アーマーと偽装ネットを装備した2S42が、ウクライナ方面へ（もしくはウクライナ方面から）トラックで輸送されているのが目撃された。これは2S42の戦闘試験のためと推測されている。